# 정무룡
무룡(1991년 10월 10일 ~)은 대한민국의 가수다. 2013년 1집 앨범 [충성, 쏜다]로 데뷔했다.

## 생애

### 어린 시절
1991년 10월 10일 인천광역시에 태어났다.

### 학창 시절
가림고등학교 입학했는데 졸업했다.

### 트로트 시절
트로트의 민족에서 참가했다.
보이스킹에서 참가했다.
불타는 트롯맨에서 참가했는데 예선 주현미가 부르는 곡명은 대왕의 길, 이영희가 부르는 곡명은 살아야 할 이유로 불렀기 때문에 본선 3차전에서 탈락하였다.
미스터트롯3에서 뒤늗게 참가했는데 예선 류계영이 부르는 곡명은 인생, 정의송이 부르는 곡명은 응어리로 불렀기 때문에 본선 2차전에서 탈락하였다.

## 방송
- 아침마당 도전꿈의무대 5승 (2022)
- 트로트의 민족 (2020) - Top80
- 보이스킹 (2021) - Top40(25위)
- 불타는 트롯맨 (2022) - Top25(16위)
- 미스터트롯3 (2024) - Top34(29위)

## 음반
- 충성 / 쏜다 (2013)
- 정무룡 (그사람) (2015)
- 일루와 (2016)
- 눈물 잔 (2023)
- 내 꿈은 이루어진다 (2023)